# Ymir

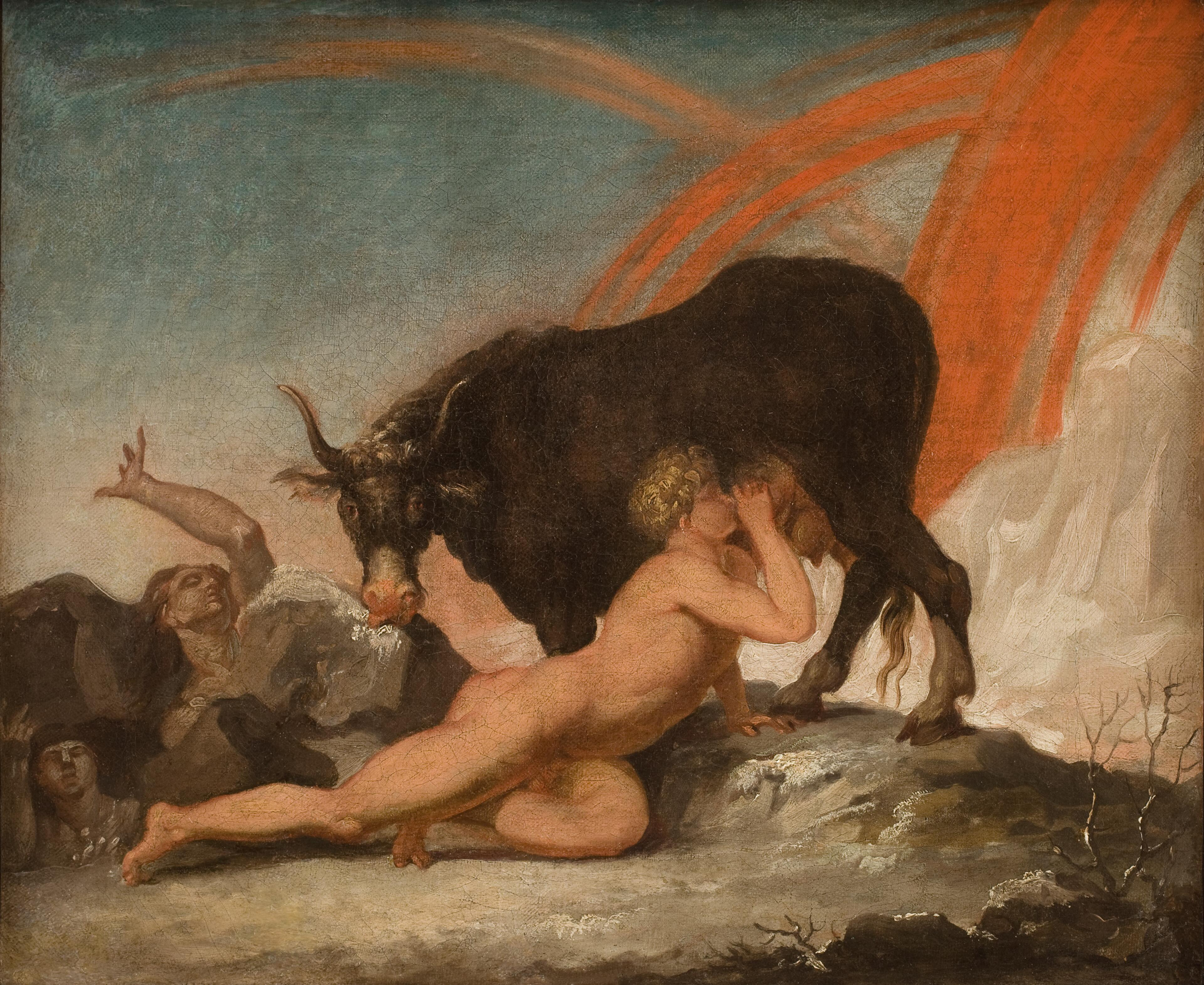
Ymir szopja Audhumblát - Nicolai Abraham Abildgaard

Ymir (Ymer vagy Aurgelmer) a skandináv mitológia kozmikus ősóriása, aki az Yggdrasil világfa által körülfogott világok fagyott, illetve forró világának találkozásából született. A jeges Niflheim világából áramló hideg összeelegyedett a tűz birodalmának, Muspellheimnek hőjével, így a két világ közt elterülő, képlékeny űrben, a Ginnungagapban, egy emberi lény formálódott meg a folyamat eredményeképp létrejövő cseppekből. Ez a teremtmény volt Ymir, aki a hasonló módon született tehén, Audumbla tőgyéből áramló négy tejfolyóból táplálkozott. Maga Audumbla a jégtömbökön megülő sókristályokon élt, így azokat nyalogatva, véletlenül hívta életre Búrit, az istenek ősét.
Míg Ymir aludt, a hónalja alatt összegyűlő verítékcseppekből egy férfi és egy nő született, lábai pedig egymáshoz dörgölődve egy hatfejű fiút nemzettek. Így született meg az óriások, azaz a jötunnök népe. 
Búri szintén nemzett egy fiút, Búrt, aki egy óriáslányt, Bestlát vette feleségül. Bestla három fiút szült: Odint, Vilit és Vét. 
A három testvér később megölte Ymirt. A tett kiváltó oka ismeretlen, de feltehetően Ymir természetében keresendő, aki az istenek elmondása szerint gonosz volt, sarjaihoz hasonlóan. Erre az a tény szolgálhat magyarázattal, hogy az Ymirt megteremtő jég a Niflheim mérgező folyóiból származott. 
Odin és fivérei a Ginnungagap űrjébe vetették Ymir holttestét, amelyből aztán megteremtették a Földet: húsából készítették el a földet, hajából az erdőket, csontjaiból a hegyeket, véréből a vizet, koponyájából pedig az égboltot. Agyvelejéből felhőket habartak, szemöldökéből, vagy szempillájából pedig az emberek világát, Midgardot. 
Az Edda így ír róla:
Ymir húsából

hasították a földet,

véréből vették a tengert,

hegyekké csontjait törték,

hajából csomóztak erdőt,

eget koponyája kerít.
Szempilláiból alkották

a szíves hatalmak

Emberhont az emberfiaknak;

háborgó felhőket

habartak agyvelejéből,

létével lettek mindenek.
Ymir gyermekei, az óriások mind belefulladtak Ymir vérébe, kivéve Bergelmert és családját, akik egy tutajon átvészelték az árvizet. Később az ő leszármazottai lettek az óriások új nemzetsége.
Az óriásoknak azonban nem mindegyike rosszindulatú, és ezt az istenek is tudják: az ázok és óriások közt gyakoriak a szerelmes történetek: Thor, a mennydörgés istenének anyja is óriás volt, ahogyan Frey hadisten szerelme, Gerd szintén közéjük tartozik. Ezen kívül az istenek közeli barátja, a tengerek ura, Égir is jötunn. 

## Fordítás
- Ez a szócikk részben vagy egészben  a   Ymer című svéd Wikipédia-szócikk fordításán alapul.  Az eredeti cikk szerkesztőit annak laptörténete sorolja fel. Ez a jelzés csupán a megfogalmazás eredetét és a szerzői jogokat jelzi, nem szolgál a cikkben szereplő információk forrásmegjelöléseként.
- Ez a szócikk részben vagy egészben  a   Ymir című angol Wikipédia-szócikk fordításán alapul.  Az eredeti cikk szerkesztőit annak laptörténete sorolja fel. Ez a jelzés csupán a megfogalmazás eredetét és a szerzői jogokat jelzi, nem szolgál a cikkben szereplő információk forrásmegjelöléseként.